# 奥古斯塔·拉·托雷
奥古斯塔·德亚尼拉·拉·托雷·卡拉斯科（西班牙語： Augusta Deyanira La Torre Carrasco；1946年8月29日—1988年11月14日), 化名诺拉（Norah）, 是秘鲁共产党 (光辉道路)的二号人物，阿维马埃尔·古斯曼的妻子。 拉·托雷对秘鲁共产党的影响在于确保了妇女在党内活动和军事行动中的平等地位。

## 生平
奥古斯塔·拉·托雷于1946年出生在万塔的一个家世显赫的地主家庭，青年时期到阿亚库乔学习。她的父母都是共产党人，这使她不出意料地成为一个共产主义者。1962年，拉·托雷17岁时加入秘鲁共产党。随后，通过父母的关系，她认识了哲学教授阿维马埃尔·古斯曼。古斯曼是她家的常客，经常和她父亲谈论政治。1964年2月，拉·托雷和古斯曼结婚。1965年，在她的鼓励下，古斯曼在阿亚库乔成立了人民妇女运动。拉·托雷是秘鲁共产党—红旗的活跃党员，随后帮助古斯曼成立了秘鲁共产党 (光辉道路)
。

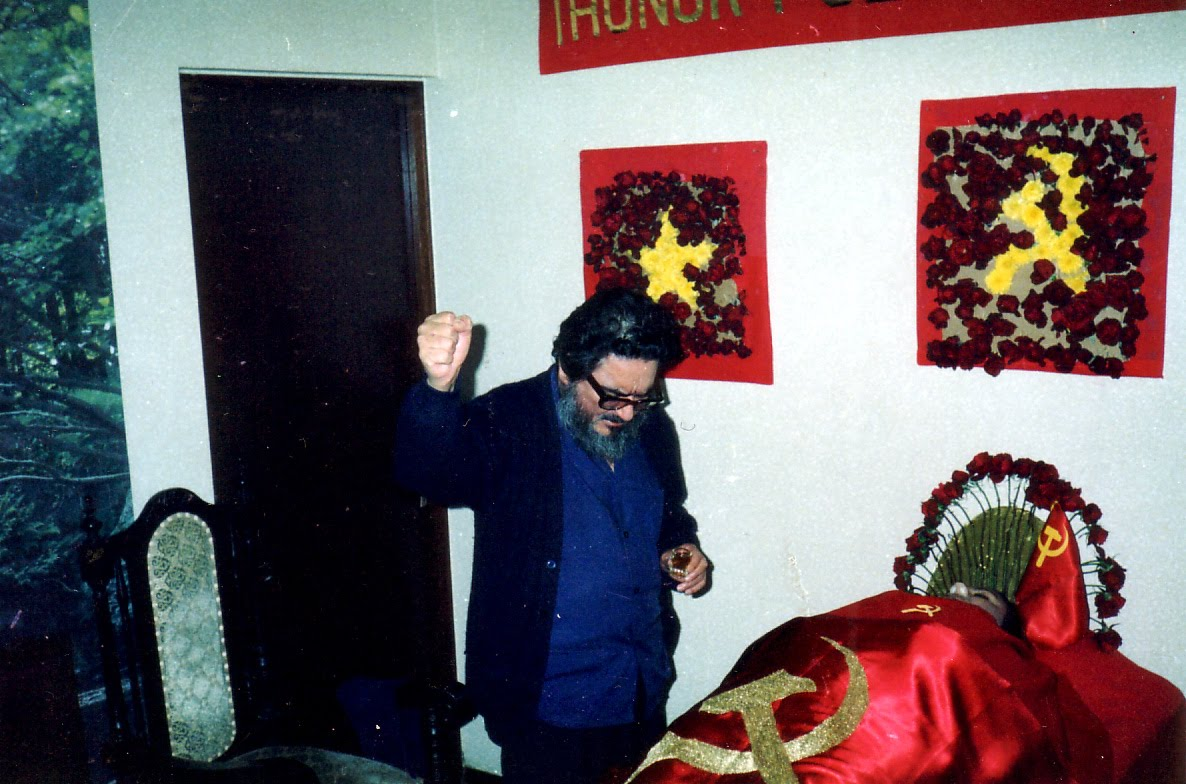
贡萨罗在诺拉葬礼上高举拳头

秘鲁共产党（光辉道路）成立后，拉·托雷成为了党的二号人物。1980年12月24日，拉·托雷领导了光辉道路在一个农场的第一场武装行动。1988年11月，拉·托雷去世，死因不明。